# IC 4379
IC 4379 ist eine Spiralgalaxie vom Hubble-Typ Sbc im Sternbild Zentaur.
Das Objekt wurde im Jahre 1899 von DeLisle Stewart entdeckt.